# Мухоїд рудоволий
Мухоїд рудоволий (Tolmomyias traylori) — вид горобцеподібних птахів родини тиранових (Tyrannidae). Мешкає в Амазонії. Вид названий на честь американського орнітолога Мелвіна Альви Трейлора молодшого.

## Опис
Довжина птаха становить 13,5 см. Верхня частина тіла коричнева, тім'я і лоб сіруваті з оливковим відтінком. Обличчя, скроні, горло і груди мабть тьмяно-охристий відтінок, решта нимжньої частини тіла жовтувата. Очі світло-оранжеві, дзьоб зверху темний, знизу рожевуватий, лапи сизуваті.

## Поширення і екологія
Рудоволі мухоїди мешкають на південному сході Колумбії (південний схід Путумайо, північний захід Амасонасу), на сході Еквадору та на північному сході Перу (Лорето на північ від Амазонки). Вони живуть у варзейських лісах (тропічних лісах у заплавах Амазонки і її притоків) та на річкових островах. Зустрічаються поодинці і парами, на висоті до 400 м над рівнем моря. Не приєднуються до змішаних зграй птахів. Гніздо закрите, мішечкоподібне, з трубокоподібним входом біля основи.